# Gagyapáti
Gagyapáti este un sat în districtul Encs, județul Borsod-Abaúj-Zemplén, Ungaria, având o populație de 24 de locuitori (2011). 

## Demografie
Componența etnică a satului Gagyapáti
     Maghiari (100%)
Componența confesională a satului Gagyapáti
     Romano-catolici (20,83%)
     Greco-catolici (12,5%)
     Necunoscută (66,67%)
Conform recensământului din 2011, satul Gagyapáti avea 24 de locuitori. Din punct de vedere etnic, majoritatea locuitorilor (100,0%) erau maghiari. Nu există o religie majoritară, locuitorii fiind romano-catolici (20,83%) și greco-catolici (12,5%). Pentru 66,67% din locuitori nu este cunoscută apartenența confesională.